# Isotta Fraschini Tipo FE e FENC
La Tipo FE è un'autovettura da competizione prodotta dall'Isotta Fraschini nel 1908. Di questo modello ne venne realizzata anche la versione da strada, a cui fu dato il nome di Tipo FENC. Quest'ultima è considerata una delle prime vetture sport mai prodotte.

## Storia
I due modelli vennero progettati da Giuseppe Stefanini sotto la guida di Giustino Cattaneo. Cattaneo sostituì proprio Stefanini alla guida tecnica dell'Isotta Fraschini nel 1906. Dopo l'insuccesso della Tipo D fu deciso di percorrere, da un punto di vista ingegneristico, altre vie e quindi la Tipo FE fu dotata di un innovativo motore a quattro cilindri in linea da 1,2 L di cilindrata che permetteva al modello di raggiungere i 100 km/h. La Tipo FE partecipò poi con successo a diversi Gran Premi.
Il successo della Tipo FE spinse l'Isotta Fraschini a produrre anche la sua versione da strada, la Tipo FENC. A questo modello fu installato un motore a quattro cilindri in linea da 1,32 L.